# Autobahnkreuz Bamberg

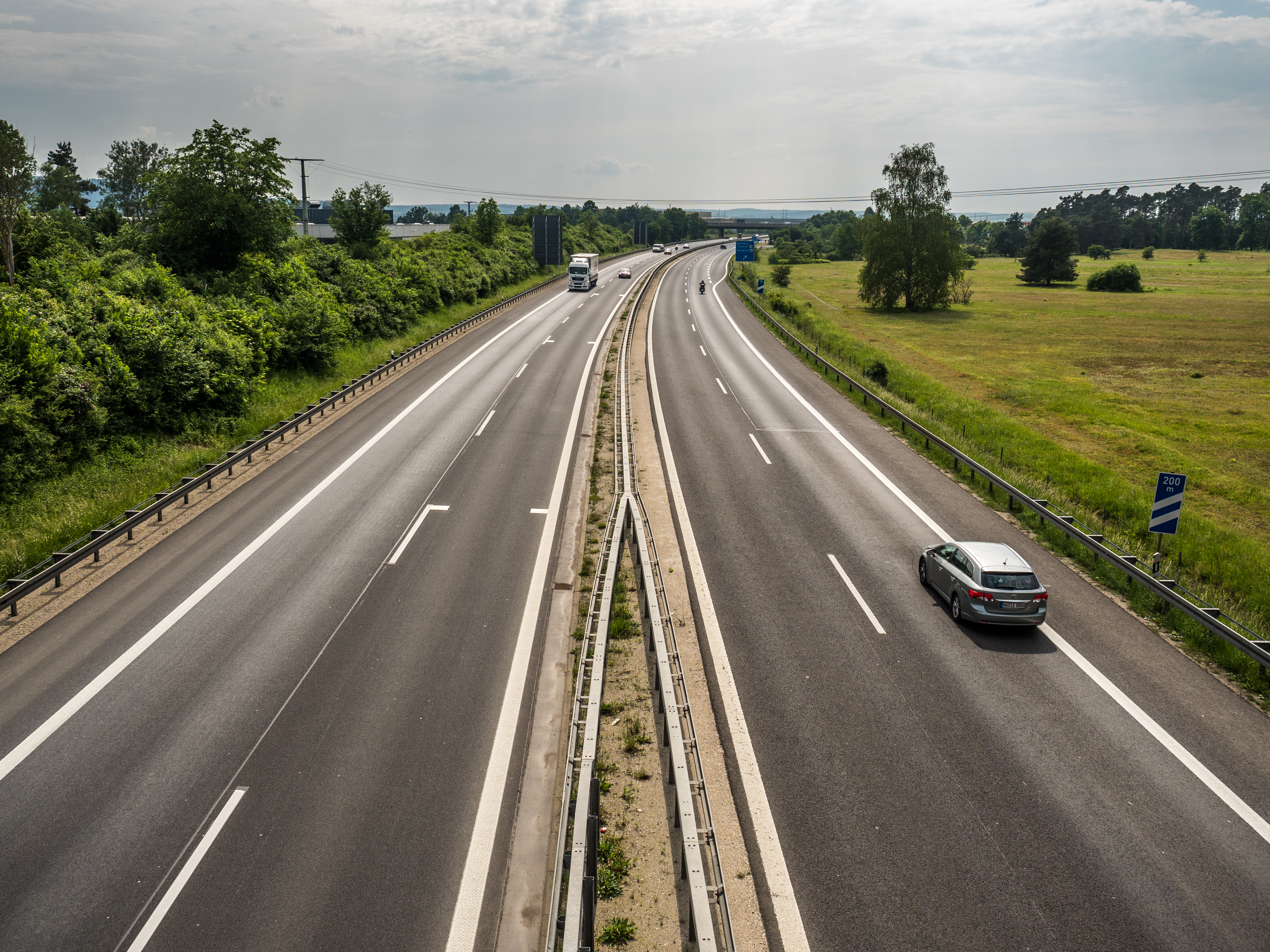
Autobahn A70 Richtung Schweinfurt am Bamberger Kreuz

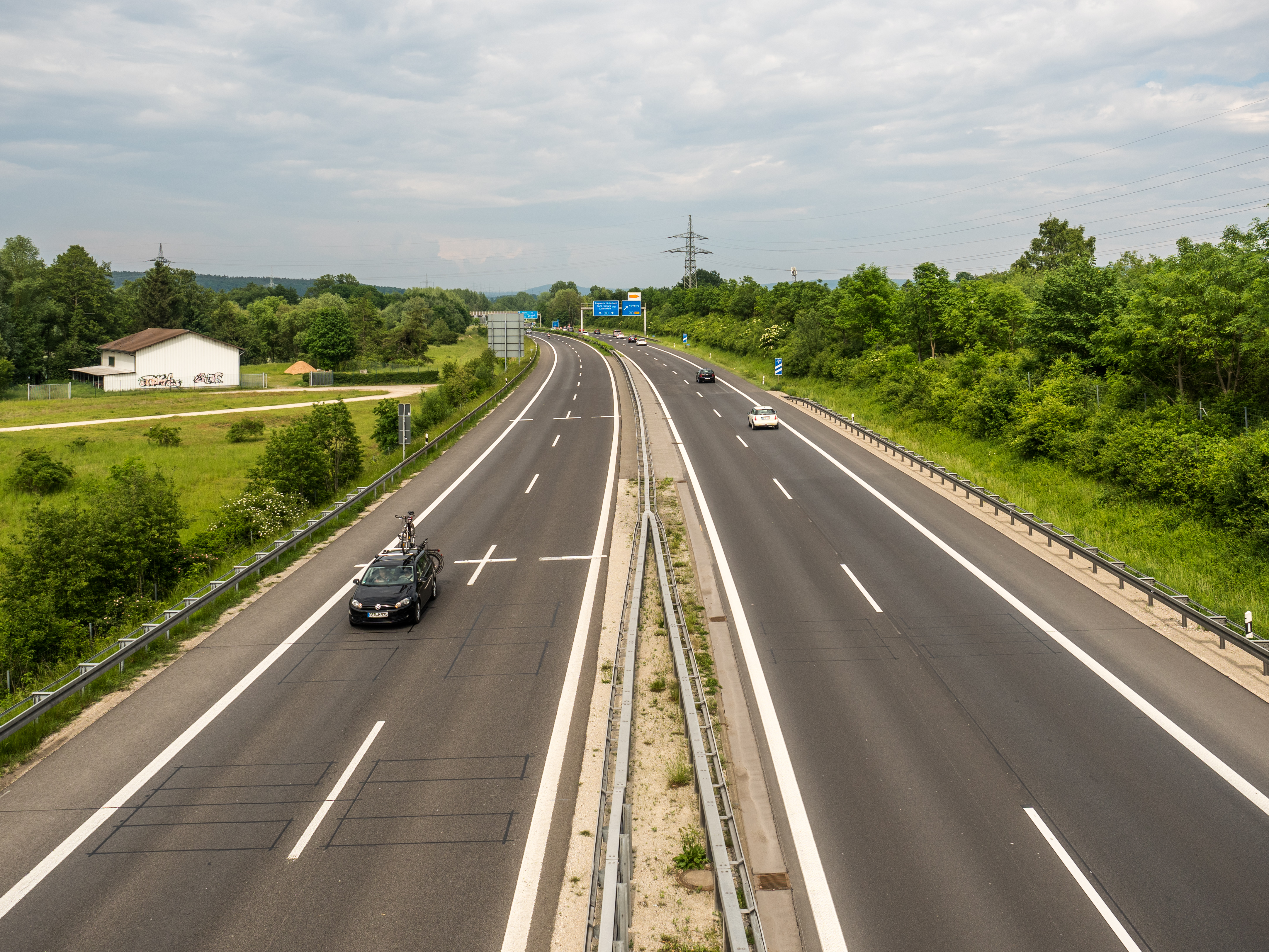
Autobahn A70 Richtung Bayreuth am Bamberger Kreuz

Das Autobahnkreuz Bamberg ist ein Autobahnkreuz nahe der bayerischen Stadt Bamberg in Oberfranken. Es kreuzen sich die Bundesautobahnen 70 (Schweinfurt−Bayreuth) und 73 (Suhl−Nürnberg).
Das Autobahnkreuz befindet sich fast vollständig auf dem Gebiet der Gemeinde Gundelsheim, nur die südlichen Rampen liegen auf Bamberger Stadtgebiet. Nahe gelegene Orte sind neben Gundelsheim Hirschknock, Lichteneiche und Hallstadt.
Errichtet wurde das Kreuz Bamberg als Kleeblatt, der Verlauf der Verbindungsrampen wurde dem unterschiedlichen Platzangebot im Umfeld des Autobahnkreuzes angepasst. Ein zentrales Brückenbauwerk führt die vierstreifige A 73 über die ebenfalls vierstreifige A 70 (ohne Beschleunigungsstreifen). Überbrückt werden zudem die Bamberger Kemmerstraße, ein Wirtschaftsweg sowie der Gründleinsbach mit insgesamt acht Brückenbauwerken.
Nach der Eröffnung des Kreuzes war der östliche Abschnitt der A 70 zunächst als Bundesstraße 505 eingestuft, der nördliche Abschnitt der A 73 wurde als Bundesstraße 173 geführt. Mit der Fertigstellung des Ausbaus der B 505 zur A 70 wurde der östliche Teil 1981 aufgestuft. Die Aufstufung des nördlichen Teils zur Bundesautobahn erfolgte am 1. Januar 2008. Ein Ausbau des Kreuzes, unter anderem mit Verteilerfahrbahnen, ist geplant. Die entsprechenden Unterlagen wurden im September 2024 ausgelegt und sehen neben dem Anbau der Verteilerfahrbahnen auch den Ausbau des Lärmschutz vor.

## Verkehrsaufkommen
Das Kreuz wurde im Jahr 2015 täglich von etwa 82.600 Fahrzeugen durchfahren.
| Von                          | Nach                  | Durchschnittliche tägliche Verkehrsstärke | Durchschnittliche tägliche Verkehrsstärke | Durchschnittliche tägliche Verkehrsstärke | Anteil Schwerlastverkehr | Anteil Schwerlastverkehr | Anteil Schwerlastverkehr |
| Von                          | Nach                  | 2005                                      | 2010                                      | 2015                                      | 2005                     | 2010                     | 2015                     |
| ---------------------------- | --------------------- | ----------------------------------------- | ----------------------------------------- | ----------------------------------------- | ------------------------ | ------------------------ | ------------------------ |
| AS Bamberg (A 70)            | AK Bamberg            | 41.400                                    | 40.900                                    | 43.600                                    | 13,8 %                   | 13,6 %                   | 13,3 %                   |
| AK Bamberg                   | AS Scheßlitz (A 70)   | 23.800                                    | 23.000                                    | 24.500                                    | 14,4 %                   | 14,6 %                   | 15,9 %                   |
| AS Breitengüßbach-Süd (A 73) | AK Bamberg            | 32.100                                    | 36.200                                    | 40.000                                    | 10,9 %                   | 10,6 %                   | 10,2 %                   |
| AK Bamberg                   | AS Memmelsdorf (A 73) | 51.100                                    | 52.400                                    | 57.100                                    | 10,6 %                   | 11,1 %                   | 13,1 %                   |